# Rhodiapolis

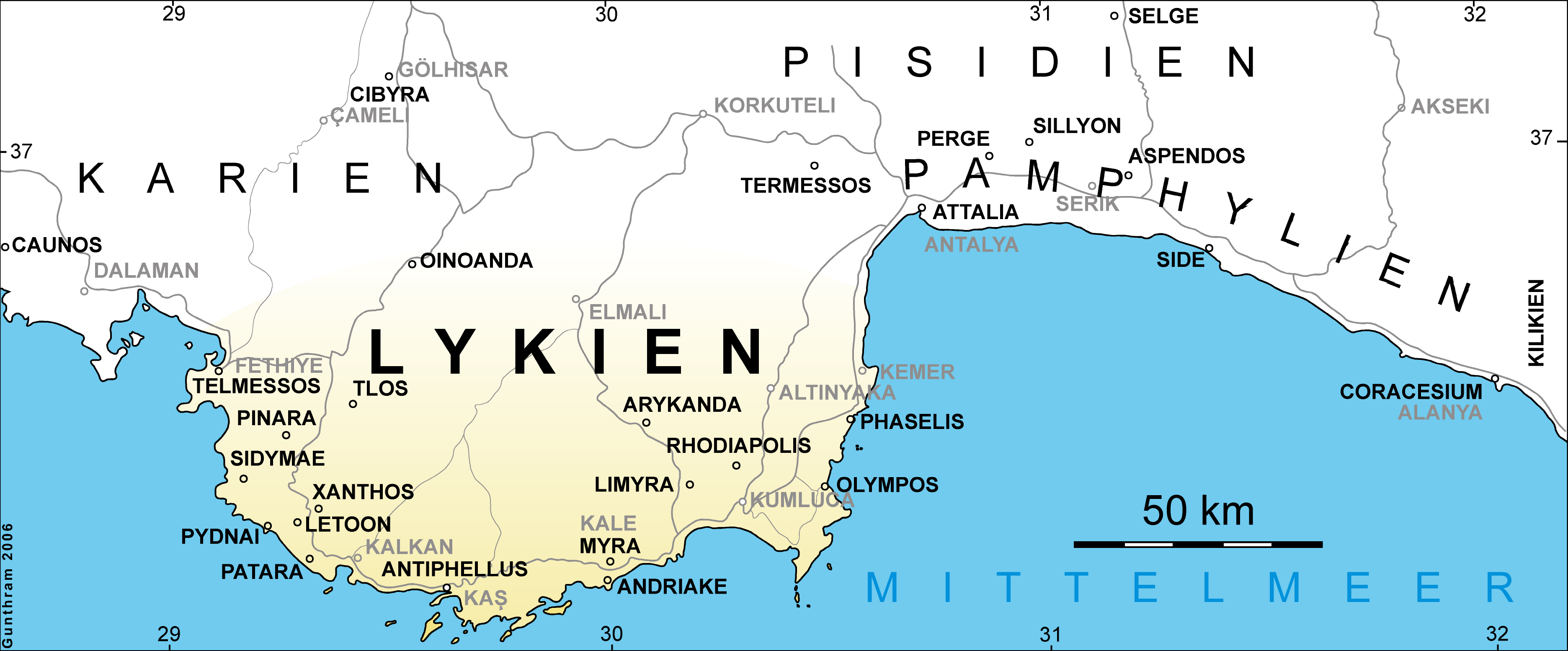
Lykische Städte und ihre Lage in der heutigen Türkei

Rhodiapolis war eine antike Stadt in Lykien (heute Türkei), die nachweislich vom vierten vorchristlichen bis ins siebte Jahrhundert n. Chr. existierte. Rhodiapolis liegt auf einem kleinen Hügel 3 km nordwestlich vom Stadtzentrum von Kumluca (Provinz Antalya), der eine schöne Aussicht auf die Bucht von Kumluca und Finike bietet.

## Geschichte

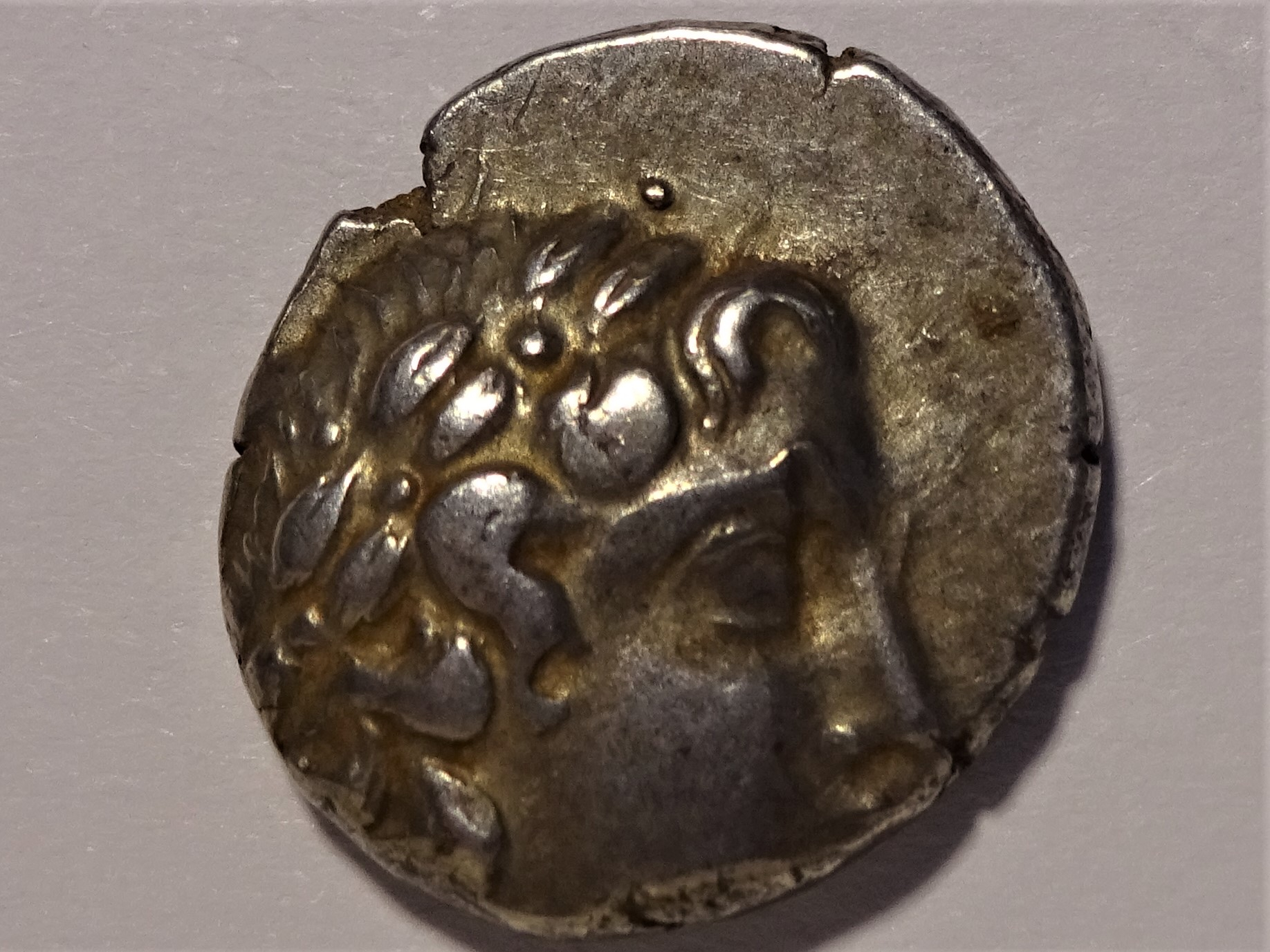
Drachme aus Rhodiapolis, Apollokopf, leicht dezentriert, nach 168 v. Chr.

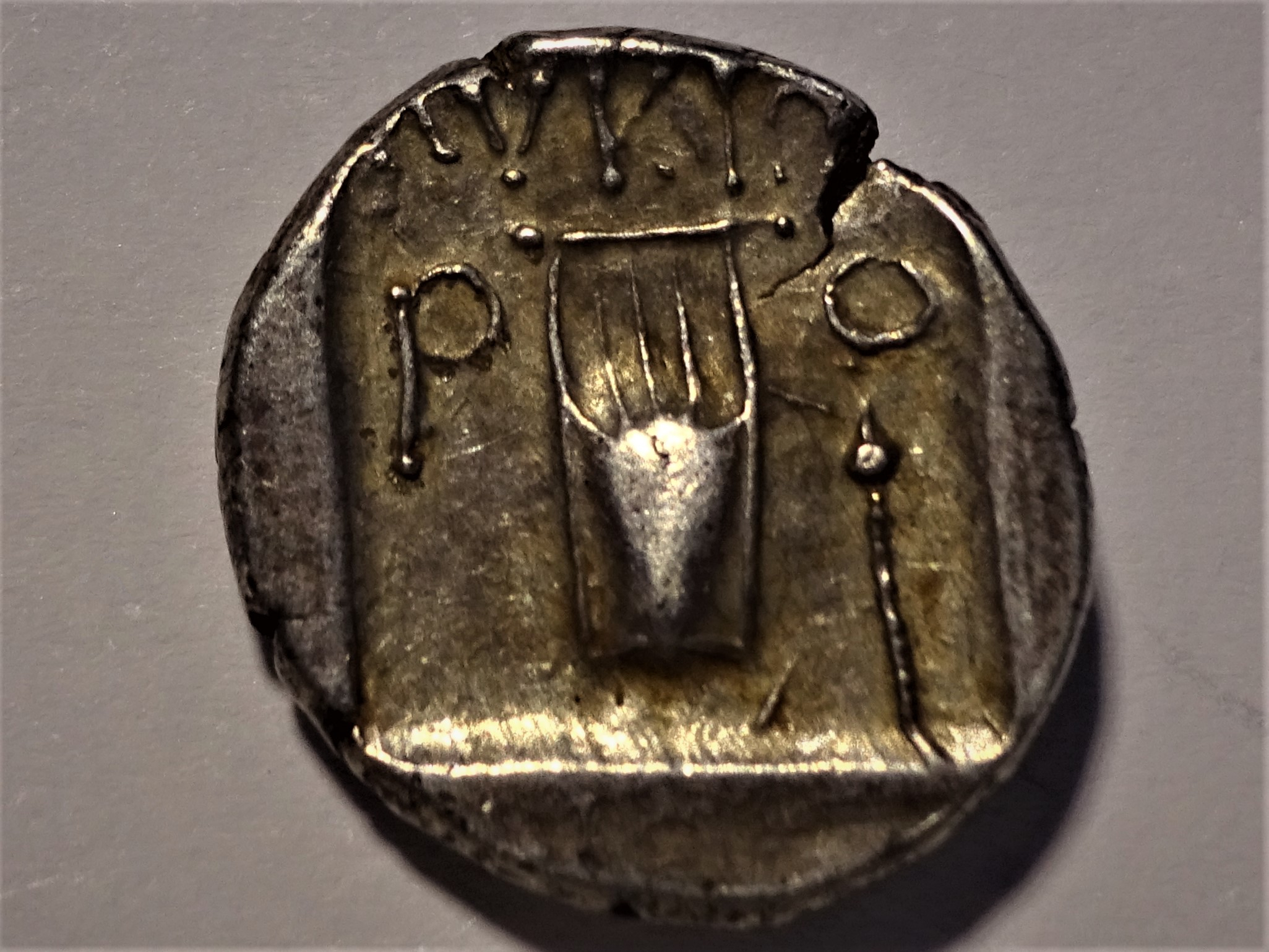
Rückseite der Drachme aus Rhodiapolis, Lyra in Quadratum incusum

Mit Ausnahme eines Steingrabes mit lykischer Inschrift weist die Stadt wenig Siedlungsspuren vor dem vierten Jahrhundert v. Chr. auf. Vermutlich wurde sie wie die Städte Gagai, Olympos, Phaselis und Korydalla von Siedlern aus Rhodos gegründet. Aus dem 4. Jahrhundert stammen zwei Felsgräber mit lykischen Inschriften. Die Armee Alexanders des Großen machte hier einen Zwischenstopp, bevor sie das Winterlager in Phaselis 333 v. Chr. erreichte. In hellenistischer Zeit gehörte Rhodiapolis zum Lykischen Bund und prägte eigene Münzen, wie noch einmal während der römischen Kaiserzeit unter Gordian III. In der Spätantike war die Stadt Sitz eines Bischofs, der dem Metropoliten von Myra unterstand.

## Anlage

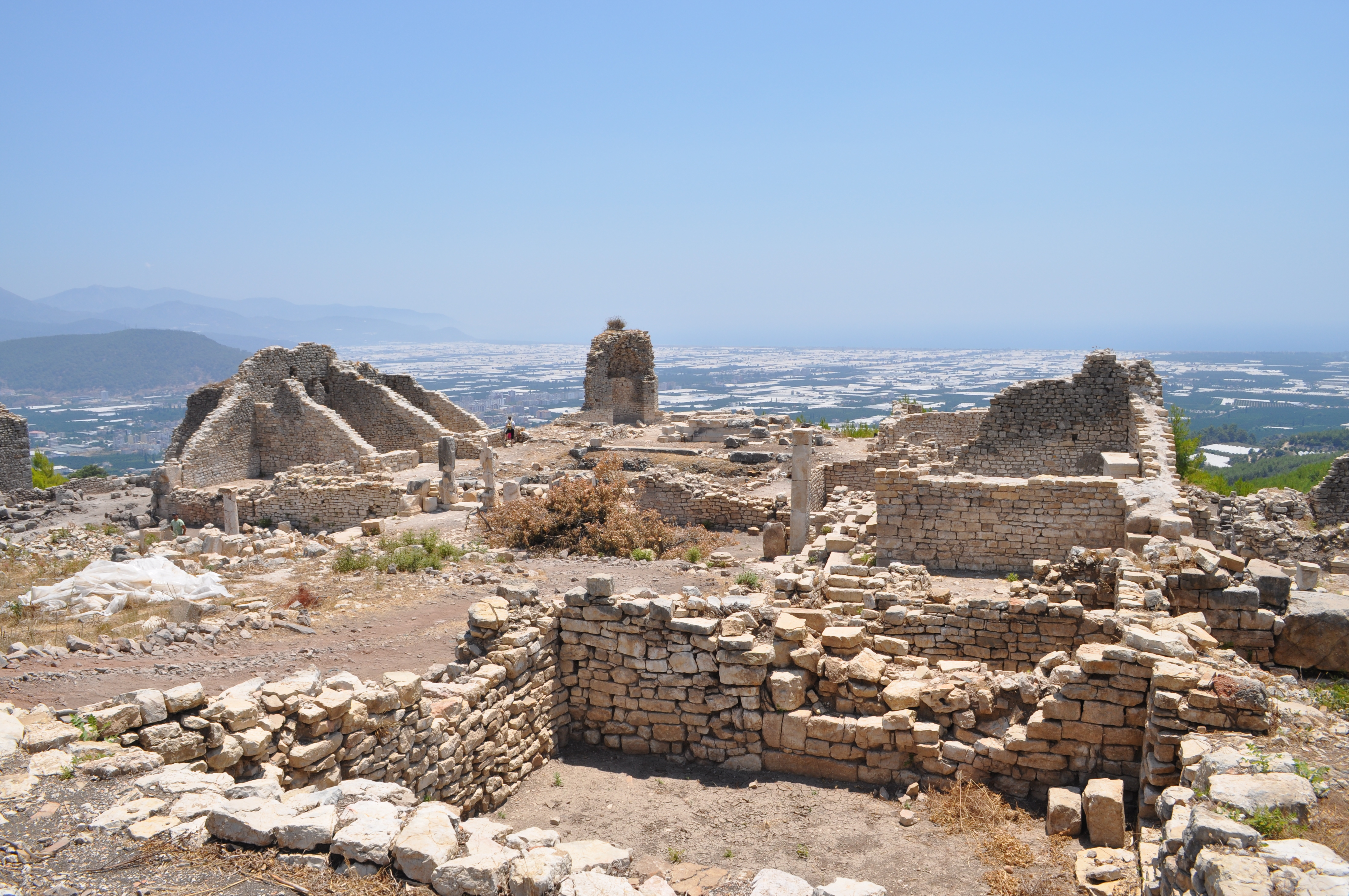
Gesamtansicht, im Hintergrund Kumluca

Die Ausgrabungen im Gebiet der Stadt dauern bis heute an. Auf der Spitze des Hügels befinden sich die Überreste eines Aussichtsturms, der vermutlich in ptolemäischer Zeit errichtet wurde. Unmittelbar unterhalb befindet sich das gut erhaltene Theater, das zwischen dem ersten Jahrhundert v. Chr. und dem Beginn des ersten Jahrhunderts n. Chr. errichtet wurde. Es wurde beim schweren Erdbeben 141 n. Chr. beschädigt und repariert. Das Grabmonument des Opramoas von Rhodiapolis vor dem Theater führt in einer langen Inschrift dessen euergetische Wohltaten in zahlreichen Städten Lykiens auf. Insbesondere ließ er mit hohen Geldsummen die Schäden des Erdbebens von 141 reparieren.
Unterhalb des Theaters befindet sich eine Prachtstraße, daneben ein römisches Bad. Die Stadt wurde durch einen Aquädukt vom Nordwesten her mit Wasser versorgt. Die Nekropole mit vielen römischen Gräbern befindet sich nördlich, nordöstlich und östlich der Stadt.
In frühbyzantinischer Zeit wurden einige Gebäude und unterirdische Zisternen gebaut. Ab dem siebten Jahrhundert fehlen jegliche Siedlungsspuren, warum die Stadt aufgegeben wurde, ist nicht bekannt.

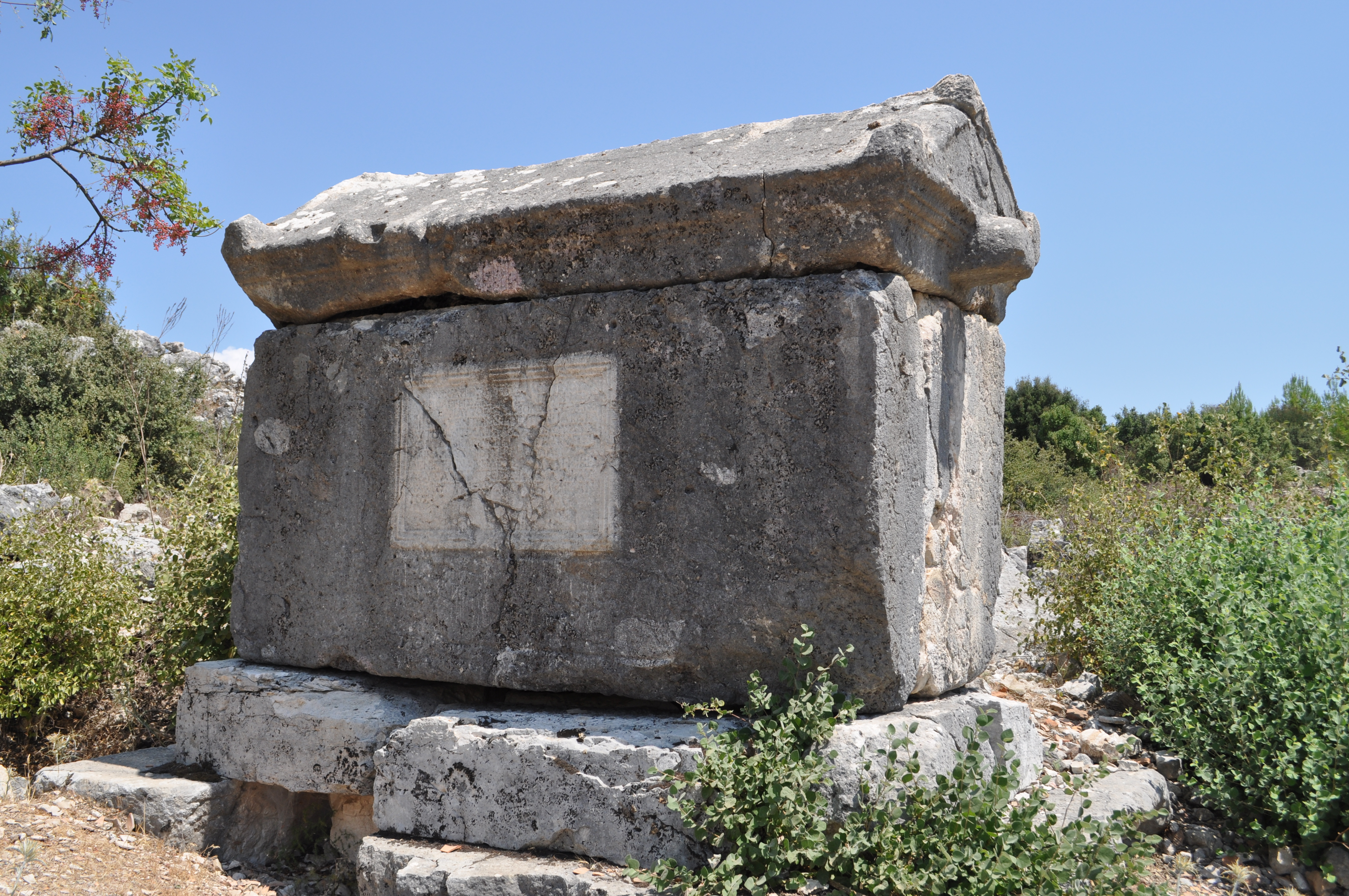
Lykischer Sarkophag.
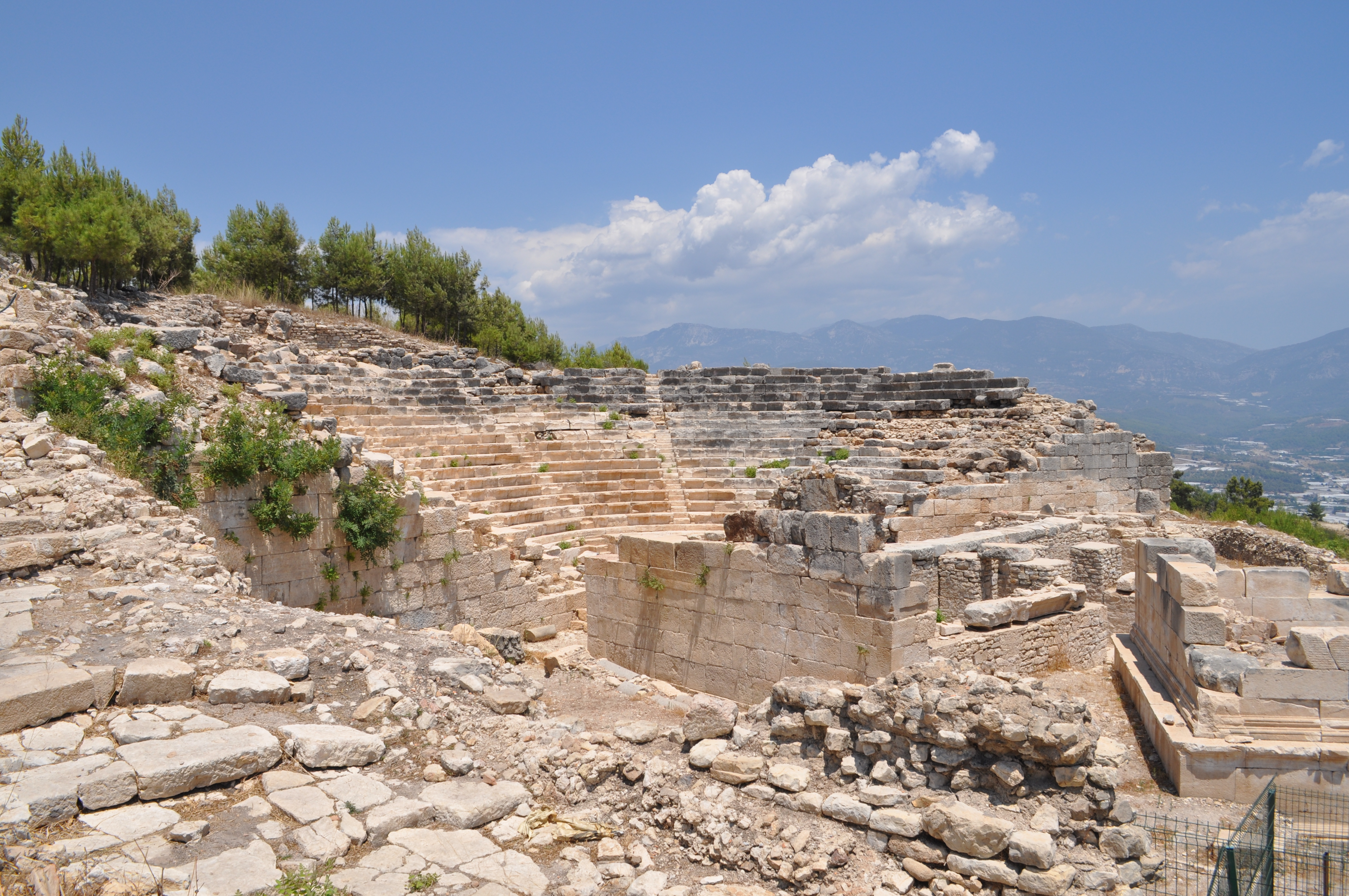
Das Theater von Rhodiapolis.
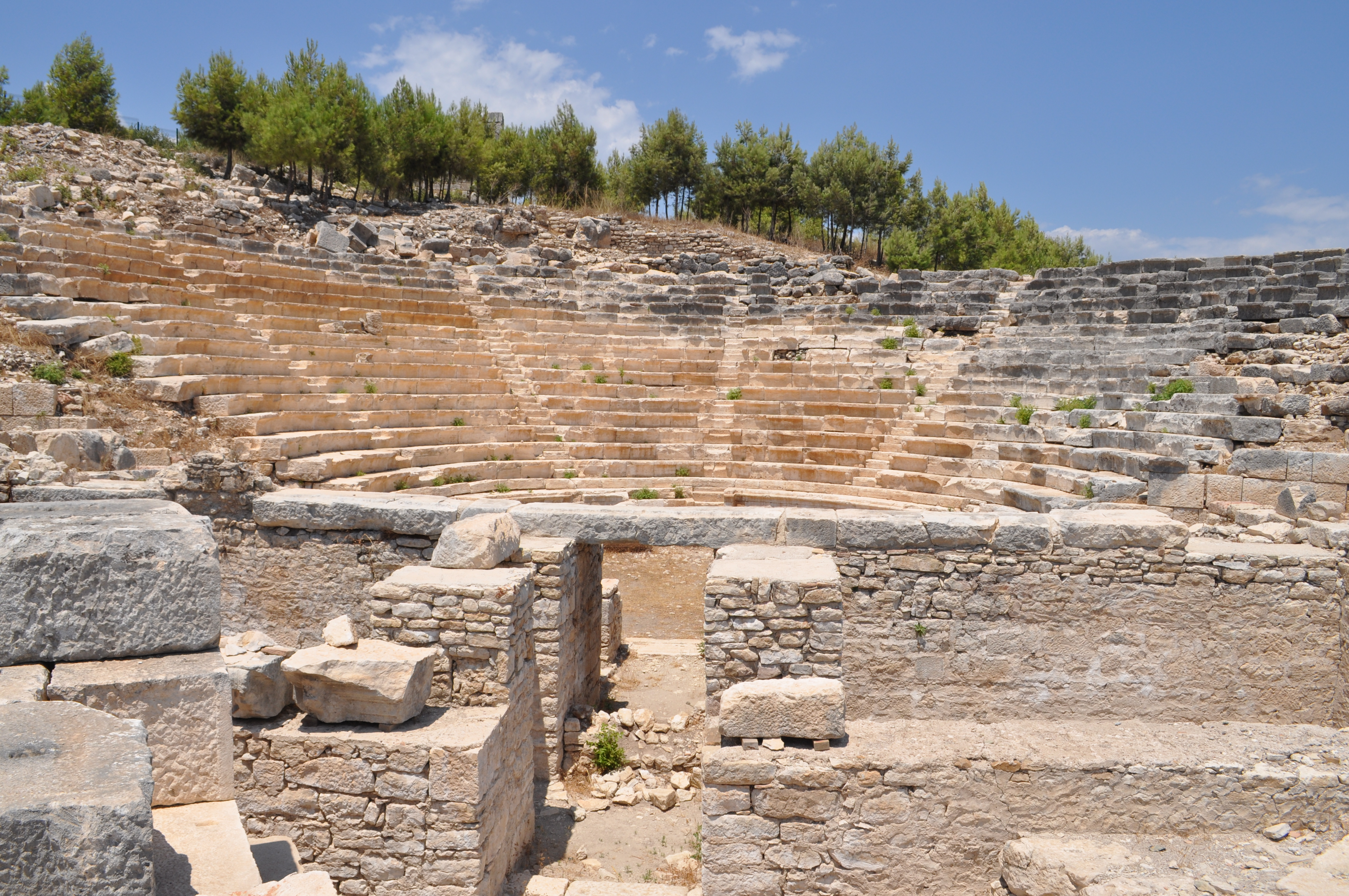
Das Theater von Rhodiapolis.
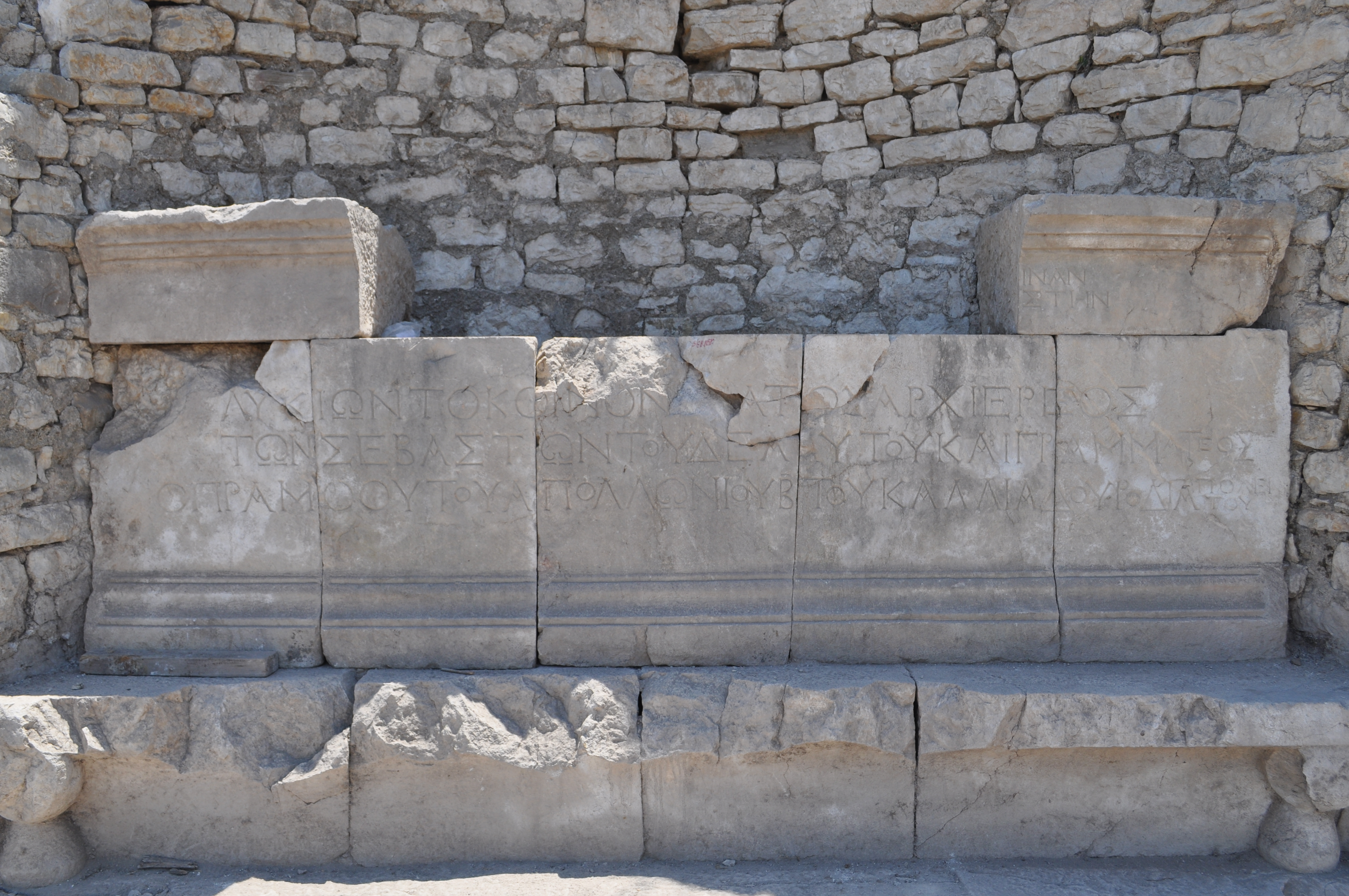
Inschrift des Opramoas von Rhodiapolis.
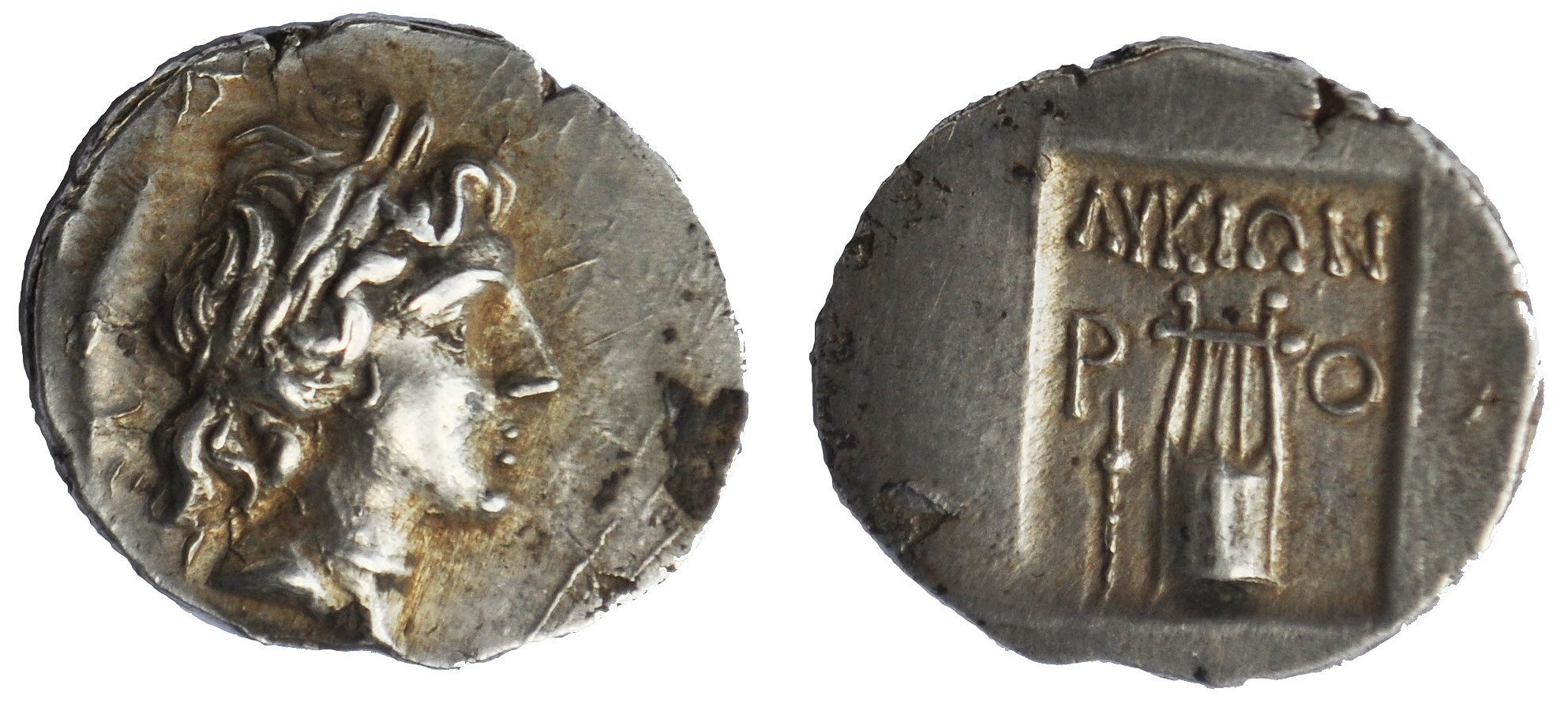
Lykische Hemidrachme aus Rhodiapolis (ca. 167–81 v. Chr.).